# André Le Bozec
Pour les articles homonymes, voir Le Bozec.
André Le Bozec, né le 21 octobre 1934 à Paris, ancien chargé de la relation clientèle chez Larousse, collectionneur d’art  contemporain, est un  important mécène de musées français.

## Parcours
André Le Bozec a cinq ans lorsque la guerre éclate. Ses parents l'envoient chez sa grand-mère maternelle dans les Côtes-d'Armor.  Après ses études, il entre très jeune chez Larousse où il deviendra responsable commercial des librairies et grandes surfaces  francophones.

## Le collectionneur
Sa rencontre avec le peintre Guy de Lussigny en 1964 va lui ouvrir les portes du monde de l’art. Un premier achat d’une sérigraphie de Joseph Albers sera décisif: le collectionneur est né. Des centaines d’achats suivront, constituant l’une des plus importantes collections françaises d’ « art concret-construit ».
Exécuteur testamentaire de Guy de Lussigny, disparu en 2001, il défend l’œuvre de son ami, en étant commissaire de nombreuses expositions et rétrospectives dans des musées. Cet artiste jusque-là plutôt confidentiel est en train d'être reconnu à sa vraie valeur, grâce à lui. Ainsi en 2016, le Musée du Touquet vient d'accueillir et de présenter sa donation des œuvres de Guy de Lussigny et de sa collection.

## Le mécène
Grâce à ses donations, le Musée des Ursulines de Mâcon, le Musée Tavet-Delacour de Pontoise et surtout les Musées des Hauts de France (Cambrai, LAAC Dunkerque, Musée Matisse du Cateau-Cambrésis, Le Touquet, …) ont enrichi leurs collections d’abstraction géométrique, devenant ainsi un pôle d’attraction pour les amateurs. Les municipalités ont rapidement compris l’importance du tourisme culturel et le sollicitent régulièrement comme commissaire d’expositions.

## Le commissaire d’expositions
- 2008-2009 : Exposition de Hans Steinbrenner à la bibliothèque de Valenciennes. Inauguration de "Figur", sculpture monumentale de l'artiste allemand place des Wantiers
- 2009 : "Parole à voir, dialogue en noir-blanc-gris", texte de Patrick Autréaux, avec des œuvres de Guy de Lussigny entourées des œuvres de sa collection au Musée des Ursulines de Mâcon
- 2010-2011 : Musée de Cambrai : Rétrospective Lussigny 1952-2001, texte de Patrick Autréaux, publication d’un catalogue bilingue français-anglais de 168 pages par le Musée
- 2010-2011 : Médiathèque de Cambrai - Maison Falleur : "Qu'est-ce que la couleur ? Arts et Sciences autour de Guy de Lussigny"
- 2010 : Galerie Gimpel & Müller, Paris : Guy de Lussigny « parcours italien »
- 2011 : Guy de Lussigny chez Gimpel fils, Londres

## Décoration
- Officier de l'ordre des Arts et des Lettres Il est promu au grade d’officier le 9 juillet 2014[1].